# Cova de les Ànimes
La cova de les Ànimes és un conjunt de dues coves del massís de Sant Llorenç del Munt situades al municipi de Matadepera, al Vallès Occidental. Té un recorregut d'uns 270 m. La boca d'entrada, situada a uns 925 m d'alçada, és al vessant est de la carena de la cova de les Ànimes, un contrafort de la cara nord-est de la Mola, a gairebé 700 m del cim.
És dins del límit del Parc Natural de Sant Llorenç del Munt i l'Obac, creat el 1972. Des del 2000 també forma part de l'Inventari d'espais d'interès geològic de Catalunya inventariat com espai d'interès geològic en el conjunt de la geozona Sant Llorenç del Munt i l'Obac, la qual forma part del parc natural majoritàriament.
Igual com en altres cavitats del massís de Sant Llorenç del Munt, s'hi han fet troballes corresponents al Neolític. S'hi han trobat disquets perforats semblants a les ànimes dels botons i fragments del gènere de petxines Cardium, utilitzades per la confecció de collarets i en la ceràmica cardial, a més d'ossos humans i d'animals i estris de sílex.